# Takumi Mase
Takumi Mase (真瀬 拓海?, Mase Takumi; Prefettura di Chiba, 3 maggio 1998) è un calciatore giapponese, difensore del Vegalta Sendai.

## Carriera
Ha esordito in J1 League l'8 luglio 2020 disputando con il Vegalta Sendai l'incontro perso 1-2 contro l'Urawa Reds.

## Statistiche

### Presenze e reti nei club
Statistiche aggiornate al 9 novembre 2021.
| Stagione        | Squadra         | Campionato      | Campionato | Campionato | Coppe nazionali | Coppe nazionali | Coppe nazionali | Coppe continentali | Coppe continentali | Coppe continentali | Altre coppe | Altre coppe | Altre coppe | Totale | Totale |
| Stagione        | Squadra         | Comp            | Pres       | Reti       | Comp            | Pres            | Reti            | Comp               | Pres               | Reti               | Comp        | Pres        | Reti        | Pres   | Reti   |
| --------------- | --------------- | --------------- | ---------- | ---------- | --------------- | --------------- | --------------- | ------------------ | ------------------ | ------------------ | ----------- | ----------- | ----------- | ------ | ------ |
| 2020            | Vegalta Sendai  | J1              | 11         | 0          | CdL             | 1               | 0               |                    | -                  | -                  |             | -           | -           | 12     | 0      |
| 2021            | Vegalta Sendai  | J1              | 34         | 2          | CG+CdL          | 1+6             | 0               |                    | -                  | -                  |             | -           | -           | 41     | 2      |
| Totale carriera | Totale carriera | Totale carriera | 45         | 2          |                 | 8               | 0               |                    | -                  | -                  |             | -           | -           | 53     | 2      |